# Romani finlandais
Le romani finlandais ou romani de Finlande est un dialecte du romani parlé en Finlande par environ 6 000 à 10 000 personnes.

## Statut
Depuis 1997, l’Institut de langues de Finlande s’occupe de la planification et de l’étude du romani finlandais.

## Écriture
| A a   | B b   | (C c) | D d | E e   | F f | G g | H h |
| Ȟ ȟ   | I i   | J j   | K k | L l   | M m | N n | O o |
| P p   | (Q q) | R r   | S s | Š š   | T t | U u | V v |
| (W w) | Y y   | (Z z) | Ž ž | (Å å) | Ä ä | Ö ö |     |

Les lettres entre parenthèses sont uniquement utilisées dans des mots d’emprunt et ne sont pas toujours comptées dans l’alphabet. Les digrammes dž, kh, ph, th, tš sont utilisés dans l’orthographe et ne sont pas considérés comme des lettres à part entière ; les lettres š et ž sont uniquement utilisées dans ses digrammes.

## Sources
- (fi) Kimmo Granqvist, Suomen romanin äänne- ja muotorakenne, Helsinki, Yliopistopaino, 2007 (lire en ligne)
- (fi) Kimmo Granqvist, Lyhyt Suomen romanikielen kielioppi, Helsinki, Kotimaisten kielten tutkimuskeskus, 2011 (ISBN 978-952-5446-69-2, lire en ligne)
- (fi) Raimo Jussila, « Den finländska romanin och dess ordböcker », LexicoNordica, no 4,‎ 1997, p. 75-82 (lire en ligne)
- (en) Erkki Kolehmainen et Klaas Ruppel, Proposal to add 2 Latin characters to ISO/IEC 10646 (no L2/98-062, N1619), 1er juillet 1997 (lire en ligne)